# Back in Action (2025)
Back in Action ist ein US-amerikanischer Spielfilm aus dem Jahr 2025 von Regisseur Seth Gordon, der gemeinsam mit Brendan O’Brien auch das Drehbuch schrieb. Die Hauptrollen in der Actionkomödie übernahmen Jamie Foxx und Cameron Diaz.

## Handlung
Emily und Matt werden als CIA-Agenten von ihrem Vorgesetzten Chuck damit beauftragt, ein leistungsstarkes Gerät namens Industrial Control Systems (ICS), das einen Schlüssel zur Kontrolle jeglicher elektronischer Systeme darstellt und sich im Besitz des ehemaligen KGB-Agenten und Terroristen Balthazar Gor befindet, zu stehlen. Kurz vor ihrem Einsatz stellt Emily fest, dass sie von Matt schwanger ist. Zwar gelingt es ihnen, das Gerät zu entwenden, doch geraten sie auf ihrem Rückflug in einen Hinterhalt. Gor lässt von seinen Männern die Crew des Flugzeugs überwältigen und versucht das ICS-Gerät wieder in seinen Besitz zu bringen. Während des Handgemenges löst sich ein Schuss, der den Piloten tödlich trifft. Infolgedessen kommt es zum Absturz der Maschine. Emily und Matt können sich rechtzeitig mit einem Fallschirm in Sicherheit bringen, überleben und beschließen, sich in den Ruhestand zurückzuziehen, um ihr ungeborenes Kind zu schützen.
Unter neuen Identitäten leben Matt und Emily 15 Jahre später mit ihren beiden Kindern Alice und Leo ein ruhiges Leben, bis eines Tages Chuck an ihrer Tür steht, um sie zu warnen, dass ihre Tarnung aufgeflogen sei. Gors Söldner seien bereits auf dem Weg zu ihnen, um das ICS in ihren Besitz zu bringen. Matt offenbart, dass er das ICS nicht zerstört, sondern versteckt habe. Noch während dieses Gesprächs wird Chuck von einem Schuss tödlich getroffen.
Matt und Emily entkommen den Angreifern mit ihrem Wagen, holen ihre Kinder aus der Schule ab und fliegen mit einer Linienmaschine unter Nutzung gefälschter Pässe nach England. Bereits am Flughafen werden sie von Gors Kämpfern sowie von MI6-Agenten um Baron, Emilys früheren Verlobten, erwartet. Erneut gelingt ihnen die Flucht und sie suchen Foxhound Manor auf, wo Matt einst das ICS-Gerät versteckte. Das Anwesen gehört Emilys Mutter Ginny, die ehemals als Scharfschützin für den britischen Auslandsgeheimdienst MI6 tätig war. Inzwischen verbringt sie ihren Ruhestand zusammen mit ihrem Freund Nigel, ist jedoch wenig begeistert, dass ihre Tochter sie in den vergangenen Jahrzehnten nie besuchte und ihr Schwiegersohn das von Terroristen gesuchte ICS-Gerät ohne ihr Wissen auf ihrem Landgut versteckte. Alice und Leo beginnen die Vergangenheit ihrer Eltern zu hinterfragen, insbesondere warum sie erst jetzt von ihrer Großmutter erfahren. Emily und Matt sehen sich gezwungen, ihnen die Wahrheit zu offenbaren.
Es dauert nicht lang und Gors Gefolgsleute überfallen Foxhound Manor. Sie können Ginny und Nigel überwältigen. Emily und Matt müssen zusehen, wie Chuck, der nicht nur seinen eigenen Tod vorgetäuscht hat, sondern mit Gors Terroristen gemeinsame Sache macht, ihre Kinder als Geiseln nimmt und mit dem ICS-Gerät abzieht.
Es gelingt Emily und Matt den Fitness-Tracker ihres Sohnes zu orten. In der Tate Gallery of Modern Art hält Chuck eine Auktion ab, um das ICS-Gerät meistbietend zu versteigern. Als Demonstration der Fähigkeiten des Geräts werden Stromausfälle in der Innenstadt Londons herbeigeführt. Zudem werden die Fluttore der Thames Barrier geöffnet. Emily und Matt überwältigen auf der Suche nach ihren Kindern mehrere Terroristen in dem Museum. Chuck ergreift die Flucht in einem Boot über die Themse und nimmt erneut Alice und Leo als Geiseln mit sich. Ginny unterstützt Emily und Matt bei der Verfolgung. Derweil gelingt es Nigel, das ICS-Gerät in seinen Besitz zu bringen und die Schleusentore wieder zu schließen. Den Eltern gelingt es ihrer Kinder von Bord zu holen, bevor Chucks Boot mit den Schleusentoren kollidiert und in Flammen aufgeht. Chuck bleibt verschwunden, sein Leichnam wird nicht gefunden.
Nach der Rettung versöhnt sich die Familie mit Ginny. Nach dem Besuch eines Fußballspiels werden Matt und Emily von Baron kontaktiert. Dieser deutet an, es bestünde die Möglichkeit, dass Chuck den Bootsunfall überlebt haben könnte. Er empfiehlt daher, Emilys Vater in zukünftige Missionen einzubinden.

## Besetzung und Synchronisation
Die deutschsprachige Synchronisation übernahm die EVA Studios Germany GmbH. Dialogregie führte Marius Clarén, der auch das Dialogbuch schrieb.
| Rolle                             | Darsteller                | Synchronsprecher         |
| --------------------------------- | ------------------------- | ------------------------ |
| Matt Reynolds                     | Jamie Foxx                | Charles Rettinghaus      |
| Emily Reynolds / Emily Harris     | Cameron Diaz              | Katrin Fröhlich          |
| Chuck                             | Kyle Chandler             | Thomas Nero Wolff        |
| Virginia „Ginny“ Curtis           | Glenn Close               | Kerstin Sanders-Dornseif |
| Baron Andrews                     | Andrew Scott              | Marius Clarén            |
| Airport Immigration Officer Keita | Luyanda Unati Lewis-Nyawo | Elisa Bannat             |
| Alice Amelia Reynolds             | McKenna Roberts           | Nina Schatton            |
| Coach Chris                       | Bashir Salahuddin         | Stefan Bräuler           |
| Dylan                             | Tom Brittney              | Sebastian Kaufmane       |
| General Narek Ivanov              | Ivan Ivashkin             | Matthias Scherwenikas    |
| Leo Reynolds                      | Rylan Jackson             | Atreju Marti             |
| Nigel                             | Jamie Demetriou           | Armin Schlagwein         |
| Tyler                             | Ben VanderMey             | Karim El Kammouchi       |
| Wendy                             | Fola Evans-Akingbola      | Lin Gothoni              |

## Produktion und Veröffentlichung
Der Film wurde von Chernin Entertainment, Exhibit A, Good One und Marzano Films produziert, Produzenten waren Beau Bauman, Peter Chernin,  Seth Gordon, Sharla Sumpter Bridgett und Jenno Topping.
Dreharbeiten fanden im Dezember 2022 und Januar 2023 in London statt. Drehorte waren unter anderem die Tate Gallery of Modern Art und die Thames Barrier. Die Kampfszene an der Tankstelle war von Edward Hoppers Gemälde Nighthawks inspiriert. Als Drehorte für Foxhound Manor, das Anwesen, wo Ginny ihre Enkelkinder kennenlernt, dienten unter anderem Jaynes Park, Somersbury Manor und Gosterwood Estate. Der Rumpf des Flugzeugs in der Eröffnungssequenz wurde neu gebaut und im Innenraum für Stunts gepolstert, Foxx und Diaz übernahmen den Großteil der Stunts in dieser Sequenz selbst. Als Stuntkoordinator fungierte J. J. Perry, der 2000 Stuntman bei 3 Engel für Charlie mit Cameron Diaz war. Gedreht wurde außerdem in Atlanta im US-Bundesstaat Georgia, wo die Aufnahmen für die Verfolgungsjagd im Auto entstand.
Die Kamera führte Ken Seng, die Musik schrieb Christopher Lennertz, die Montage verantwortete Peter S. Elliot. Das Szenenbild gestaltete Shepherd Frankel und das Kostümbild Richard Sale. Hauptdarstellerin Cameron Diaz war davor mit einer elfjährigen Leinwandpause zuletzt 2014 in Die Schadenfreundinnen, Sex Tape und Annie zu sehen. Im Film Annie übernahm Jamie Foxx ebenfalls eine weitere Hauptrolle. Von der Motion Picture Association erhielt der Film ein PG-13-Rating.
Die Premiere fand am 15. Januar 2025 im Berliner Zoopalast statt. Auf Netflix wurde der Film am 17. Januar 2025 veröffentlicht. Ursprünglich war die Veröffentlichung für den 15. November 2024 vorgesehen.

## Rezeption

### Kritiken
Lutz Granert vergab auf Filmstarts.de drei von fünf Sternen. Das Comeback von Cameron Diaz sei durchaus gelungen. Die Chemie stimme und die launige Spionage-Komödie liefere viele treffsichere Pointen. Nur beim dünnen Plot könne bei einer möglichen Fortsetzung noch eine Schippe draufgelegt werden.
Oliver Armknecht bewertete den Film auf film-rezensionen.de mit fünf von zehn Punkten. Die Actionkomödie nehme das bekannte Szenario und tue relativ wenig dafür, sich von den vielen ähnlichen Filmen abzuheben. Am ehesten machten noch die Nebenfiguren Spaß, der Rest sei kaum erwähnenswert.
derwatchdog.de (1,5 von 5 Sternen) kritisierte, dass der Film in eine Welt voller Klischees zurückkehre und in seiner Eigenschaft als kurzweiliger Action-Spaß auf ganzer Linie enttäusche.

### Abrufe
In den ersten Tagen seit seinem Netflix-Start am 17. Januar 2025 erreichte der Film 46,8 Millionen Views, führte damit die Charts vom 13. bis 19. Januar 2025 an und legte den erfolgreichsten Start eines englischsprachigen Films auf Netflix seit rund drei Jahren hin. In der zweiten Woche nach dem Start blieb der Film auf Platz eins.
Laut der von MEEDIA veröffentlichten Daten von digital i lief der Film im Februar 2025 in 810.000 deutschen Haushalten und lag damit auf Platz sechs der Streaming-Charts.
Laut Marktforschungsunternehmen Nielsen verzeichnete der Film im ersten Halbjahr 2025 insgesamt 5,3 Milliarden Streaming-Minuten und lag damit unter den erfolgreichsten Filmen im Streaming-Bereich auf Platz drei. Nach Angaben von Netflix war der Film der meistgeschaute Titel in der ersten Hälfte des Jahres 2025 mit 165 Millionen Views.